# Ralph R. Harding

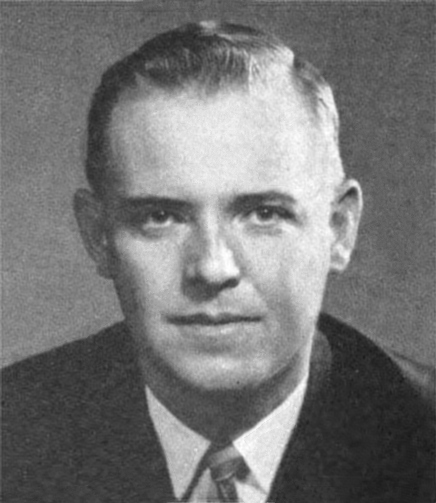
Ralph R. Harding (1963)

Ralph R. Harding (* 9. September 1929 in Malad City, Oneida County, Idaho; † 26. Oktober 2006 in Blackfoot, Idaho) war ein US-amerikanischer Politiker der Demokratischen Partei und Mitglied des US-Repräsentantenhauses für den Bundesstaat Idaho.

## Biografie
Nach dem Schulbesuch trat Harding zunächst in die US Army ein und stieg während seiner Teilnahme am Koreakrieg zwischen 1951 und 1953 zum Leutnant auf. Nach seiner Rückkehr absolvierte Harding, ein aktives Mitglied der Kirche Jesu Christi der Heiligen der Letzten Tage (Mormonen), ein Studium der Agrarwissenschaften an der Brigham Young University, der konfessionellen Universität der Mormonen in Provo im Bundesstaat Utah. 
Seine politische Laufbahn begann Harding 1955 bis 1956 als Mitglied des Repräsentantenhauses von Idaho. Bei den Kongresswahlen von 1960 trat er gegen den seit zehn Jahren amtierenden republikanischen Kongressabgeordneten Hamer H. Budge an und errang mit 51,1 Prozent eine Mehrheit von 4.000 Wählerstimmen. 1962 erfolgte seine Wiederwahl zum Mitglied des US-Repräsentantenhauses. Allerdings gehörte er bei den Kongresswahlen 1964 zu den wenigen demokratischen Kongressabgeordneten, die trotz des landesweiten Wahlsieges von US-Präsident Lyndon B. Johnson nicht wiedergewählt wurden. Er vertrat somit vom 3. Januar 1961 bis zum 3. Januar 1965 den 2. Wahlbezirk von Idaho im Repräsentantenhaus.
Nach seiner Wahlniederlage wurde Harding zum Sonderassistent der Luftwaffenstaatssekretäre (Secretary of the Air Force) Eugene M. Zuckert und später Harold Brown ernannt. Zur Kongresswahl 1966 wurde er als demokratischer Kandidat für einen der beiden Senatssitze Idahos nominiert. Allerdings unterlag er bei der Wahl dem republikanischen Amtsinhaber Len Jordan. Im Anschluss daran zog er sich für mehrere Jahre aus der Politik zurück. 1970 wurde er für Idaho in das Democratic National Committee gewählt. Seine Bemühungen um eine erneute Kandidatur im 2. Wahldistrikt bei der Kongresswahl 1978 scheiterten bereits bei den demokratischen Vorwahlen.
Danach war Harding in mehreren Wirtschaftszweigen tätig, unter anderem zwischen 1979 und 1981 Bezirksvizepräsident des Börsenmaklers E. F. Hutton & Co. sowie von 1982 bis 1988 Repräsentant der philippinischen Zuckerindustrie. Daneben bemühte er sich um die Gründung einer asiatischen Version der National Basketball Association.
Harding verstarb im Alter von 77 Jahren in Blackfoot. Sein Grab befindet sich auf dem Friedhof seiner Geburtsstadt Malad City.